# Dokument
 For alternative betydninger, se Dokument (tidsskrift).
Et dokument er en vis afgrænset mængde af information registreret på et medium. Et dokument kan håndteres som en enhed i en dokumentationsproces. Et dokument kan indeholde tekst, billeder, logoer, varemærker, piktogrammer og Pokémon kort m.v. 
Et dokument kan være en publikation, et upubliceret dokument eller en grå publikation. 
Dokumenter kan omfatte alt enkeltstående repræsentation af betydning, men henfører i dag oftest til fysiske bøger, skrevne sider eller virtuelle dokumenter i elektronisk form/digitalt format (edb), som kaldes en dokumentfil. 

## Dokumenttyper
Dokumenter bliver ofte klassificeret som:
- fortroligt, privat, hemmeligt, udkast, original, kopi, bevis (eng. proof), detaljeret plan (eng. blueprint)

Der er accepterede standarder for visse dokumentanvendelser såsom:
- Erhverv og regnskab: regning, bon, kvittering, faktura, kontoudskrift, forslag, kontrakt, ansøgning...
- Retsligt og politisk: fuldmagt, visum, flyveblad, certifikat, licens, Gazette, ...
  - aftaledokument: købekontrakt, skøde,...
  - bevidnelser: attest, eksamensbevis, lægeerklæring, pas, legitimation,...
  - Tilladelser: kørekort, våbentilladelse, fisketegn, byggetilladelse, adgangskort,...
    - Værdipapirer: obligation, aktie, pantebrev,...
- Akademisk og videnskabeligt: afhandling, bilag, Artikel, ...
- Teknisk og handelsspecifikt: White paper (rapport, der identificerer en række problemer og giver løsningsforslag), datablad ...
- Media og markedsføring: avis, reklame, ugeblad, magasin, brochure, katalog, Brief, Mock-up (en model, der viser det færdige produkt, men som ikke (nødvendigvis) er funktionsdygtig), Script, ...
- Andre: rapport, notat, bog, hæfte, skolestil, problemregning, brev,...

Sådanne standarddokumenter kan skabes på grundlag af en tekstbehandlingsskabelon eller regnearksskabeloner. De kan også dannes af database rapportgeneratorer.
Dokumenter er udgivet under en eller anden form for ophavsret, selv hvis det ikke står på dokumentet. Eksempler:
- GFDL

## Dokumenter som historiske kilder
Inden for den historiske kildekritik vægtes dokumenter som "levn", dvs. som direkte efterladenskaber fra den periode eller begivenhed, man søger viden om. Der er dog en klar forskel i pålideligheden hos de enkelte typer af dokumenter. Blandt de mest pålidelige finder man offentlige dokumenter, hvis indhold har været kendt i samtiden og derfor kan forventes at være blevet korrigeret, hvis indholdet var i modstrid med samtidige vidners oplevelser.